# ジホスファン
ジホスファン（慣用名ジホスフィン）は、無機化合物の一種で化学式P2H4。この無色の液体は燐を2つ含む水素化燐の一種である。これはホスフィン試料が空気中でしばしば発火する原因となる不純物である。また熱分解する。

## 性質、製造、反応
ジホスファンは、2.219オングストロームのP-P距離でゴーシュ配座（ヒドラジンの様に、但し画像に示されているのよりも対称性が低い）を取る。非塩基性で室温では不安定であり空気中で自然発火する。水に難溶だが有機溶剤には溶ける。その1H NMRスペクトルは、A2XX'A'2分解系で32本の線から構成されると分かった。
ジホスファンは一燐化カルシウムの加水分解によって生成される。これはP4−
2のCa2 +誘導体として説明される。最適化された手順によれば、−30°Cで400 gのCaPを加水分解すると、ホスフィンが僅かに夾雑した約20gの生成物が得られる。
ジホスフィンは、四塩化二燐または四沃化二燐の加水分解で生成され得て、またそれらの加水分解は同時に、低原子価の燐のオキソ酸も生成する。ホスフィンの光分解でもジホスフィンを生成し得る。 
ジホスファンのブチルリチウムとの反応により、様々な縮合ポリホスファン化合物が得られる。

## 有機ジホスファン類
ジホスファンの様々な有機誘導体が知られている。これらの種類は、例えばクロロジフェニルホスフィンからテトラフェニルジホスファンの如く、還元カップリング反応によって製造される。
2 ClPPh2  +  2 Na   →   Ph2P−PPh2  +  2 NaCl
メチル化合物テトラメチルジホスファンP2Me4は、塩化チオホスホリルを臭化メチルマグネシウムでメチル化する事により生成されるMe2P(S)−P(S)Me2の還元によって合成される。 